# Corri!
Corri! (Run) è un romanzo thriller dello scrittore e critico letterario statunitense Douglas E. Winter, pubblicato nel 2000.
L'opera è stata nominata tra la rosa dei finalisti per l'assegnazione del premio Bram Stoker al romanzo d'esordio dell'anno 2000.
Il libro narra le vicende legate a una consegna illegale di una partita di armi a una gang di New York ed è un'opera in cui le armi da fuoco e la passione americana per esse recitano un ruolo di primo piano.

## Storia editoriale
La stesura del romanzo è avvenuta nell'arco di più di dieci anni nel tempo che l'autore riusciva a ritagliarsi dalla sua principale attività quale avvocato specializzato in incidenti aerei. Il fatto che lo scrittore potesse dedicarsi alla scrittura con discontinuità, dovendo nel contempo mantenere la narrazione strettamente focalizzata sul punto di vista del protagonista, il cinico e disincantato criminale Burdon Lane, ha costituito una difficoltà aggiuntiva. Inoltre il particolare stile dell'opera ha imposto un ulteriore faticoso lavoro di sintesi e di studio dello slang usato nell'ambiente criminale in cui la storia si svolge.
L'intento dello scrittore era quello di narrare una storia priva di moralismi il cui stile crudo mettesse i lettori senza mediazioni stilistiche davanti alla realtà bigotta e violenta che attanaglia gli Stati Uniti. L'uso di una prosa veloce e essenziale permette di raggiungere questo obiettivo.

## Trama
(Douglas E. Winter, Corri!)
Burdon Lane vive a Washinghton con una ragazza che lui chiama Fiona ma della cui vita conosce ben poco; d'altronde anche la sua ragazza ignora che Burdon lavora da quasi tredici anni come trafficante d'armi per un'organizzazione criminale dietro il paravento di un'importante società, la UniArms Incorporated. Burdon è stimato nella sua attività perché ubbidisce agli ordini con professionalità, è sveglio e sa mantenere la bocca chiusa.
La UniArms sta organizzando una vendita di una grossa partita di armi a una gang di New York, i 9 Bravos e il capo della società, Jules Berenger, per il tramite del suo pericoloso braccio destro, "CK", gli affida l'incarico di presidiare il luogo della consegna. Per assicurarsi che non sorgano problemi con la banda newyorkese, Berenger si è rivolto a un'altra gang, la U Street Crew di Washington, promettendo a quest'ultima, in cambio, la possibilità di riciclare il denaro sporco proveniente da rapine e spaccio di droga. L'imponente schieramento di uomini della UniArms e il fatto che i 9 Bravos abbiano già anticipato la prima parte del pagamento, non giustificherebbero la sua ulteriore presenza nell'affare ma un buon soldato non può sottrarsi al lavoro in cui, tra l'altro, è coinvolto anche il suo amico, Larry "Due Mani".
Il trasporto del carico da Washington avviene senza problemi ma a New York gli eventi precipitano: la consegna sembrerebbe andare a buon fine ma il fatto che il carico di armi non sia stato ritirato direttamente dai membri dei 9 Bravos ma da sospetti intermediari, che comunque pagano la seconda trance di denaro, mette in allarme Burdon che telefona a CK; quest'ultimo, durante una concitata comunicazione gli ordina di eliminare uno dei membri della U Street Crew che piantonava insieme a Burdon il carico di armi durante la consegna, il mulatto Jink, e di fuggire dopo l'uccisione. Jink si defila prima che Burdon riesca a eseguire l'ordine e quest'ultimo raggiunge CK e gli altri colleghi della UniArms nell'albergo luogo di consegna della terza trance del pagamento. Mentre lì vicino, presso la Free African Methodist Church si sta per svolgere una funzione tenuta del carismatico leader religioso Gideon Parks, CK elimina i membri delle due gang presenti e, con un fucile di precisione precedentemente maneggiato dal capo dei 9 Bravos e su cui questi aveva impresso le proprie impronte digitali, con calma uccide Gideon Parks sparandogli dalla finestra dell'albergo. Quest'ultimo omicidio è il segnale per la mattanza; i membri della UniArms iniziano a eliminare tutti i presenti appiccando quindi fuoco all'albergo. Burdon riesce fortunosamente a fuggire ma nel garage dell'albergo viene colpito da un proiettile e messo in salvo da Jink.
Burdon intuisce che la consegna delle armi era solamente un pretesto per far ricadere la colpa dell'assassinio del reverendo Gideon Park sulle gang di New York, piano questo ordito e appoggiato da rami deviati della CIA con la collaborazione della UniArms e, mentre cerca di ricongiungersi ai suoi ex colleghi per avere delle spiegazioni, accompagnato da Jink, lungo la strada verso casa trova prima l'amico Larry "Due Mani" e poi l'amica Lauren Austen, cui si era rivolto per un aiuto, entrambi uccisi dopo essere stati torturati.
Burdon decide di eliminare CK e il presidente della UniArms, Berenger; per fare ciò si rivolge alla U Street Crew e al suo capo, Doctor D. Dopo averli con difficoltà convinti della sua estraneità negli omicidi, la gang accetta di aiutarlo nella vendetta. Il confronto finale avviene nella villa di Berenger durante il matrimonio della figlia. CK e Berenger vengono uccisi insieme ai membri della CIA complici del criminale trafficante d'armi. Jink si rivela essere un poliziotto infiltrato del Bureau of Alcohol, Tobacco, Firearms and Explosives e muore nello scontro a fuoco. Anche Fiona è un'infiltrata ma, dopo aver catturato Burdon, lo lascia fuggire.

## Personaggi
Burdon LaneQuarantacinquenne, divorziato, trafficante d'armi da quasi tredici anni. Ufficialmente è un responsabile di rilievo della UniArms ma si occupa in realtà di commercio illegale di armi e non è altro che un ottimo esecutore di ordini. Meticoloso nella progettazione delle consegne e votato alla fedeltà per l'organizzazione per la quale lavora, si trova suo malgrado costretto dagli eventi, a rivoltarsi contro di essa.
JinkMembro della U Street Crew, trova in Burdon, nonostante le ovvie differenze, un fidato compagno. Rimane ucciso nello scontro a fuoco finale durante il quale rivela di essere in realtà un poliziotto infiltrato nella banda.
CKIl suo vero nome è Clarence Kruikshanc, ma tutti lo conoscono come CK. Sociopatico, criminale e assassino efferato, è il braccio destro del presidente della UniArms Incorporated. Ha dato un nome alle sue tre pistole: la .44 Magnum si chiama Elvis, le due Browning Hi-Power sono Siegfried e Roy.
FionaLa ragazza con la quale Burdon convive da alcuni mesi. Il suo vero nome dovrebbe essere Ellen ma l'uomo ignora tutto di lei, anche e soprattutto il fatto che la bella ragazza è in realtà un'infiltrata della polizia che sta tentando di smascherare le attività illegali della UniArms.
Renny "Due Mani"Il trentenne amico e collega di Burdon, il suo vero nome è Reynold James. Viene torturato e ucciso dai complici di CK nel tentativo di fargli rivelare il nascondiglio dell'amico.
Jules BerengerSessantenne, presidente della UniArms Inc. e capo dell'organizzazione criminale che vi si nasconde dietro. Ex militare, ex avvocato, con precedenti con la giustizia, si è riciclato nel commercio illegale delle armi sin dagli anni settanta.
Doctor DIl suo vero nome è Deacon Baley ed è il capo carismatico e indiscusso della U Street Crew, una temuta gang di Washinghton.
MakieIl fidato aiutante di CK e soprannominato da Burdon "il Lacchè".
Daddy BigIl capo della gang dei 9 Bravos, assassinato dai sicari della UniArms. Il suo corpo viene fatto sparire dal luogo della strage per avvalorare la sua responsabilità nell'omicidio del reverendo Parks.
Juan EIl suo vero nome è DeJuan Wilkes, noto anche come Lil D. È il fratellastro di Doctor D.

### Edizioni
- (EN) Douglas E. Winter, Run, 1ª ed., Knopf Publishing Group, 2000,  p. 259, ISBN 9780375408380.
- Douglas E. Winter, Corri!, Einaudi Tascabili Stile libero, Einaudi, 2002,  p. 299, ISBN 88-06-16004-4.